# Peter Fowler (golfista)
Peter Randall Fowler (nascido em 9 de junho de 1959) é um jogador australiano de golfe. Profissionalizou-se em 1977 e já ganhou um torneio do circuito europeu da PGA, em agosto de 1993.

## Triunfos profissionais

### Circuito Europeu (1)
| N.º | Data                | Torneio                  | Resultados            | Margem    | Vice-campeão |
| --- | ------------------- | ------------------------ | --------------------- | --------- | ------------ |
| 1   | 8 de agosto de 1993 | Aberto Internacional BMW | –21 (67-69-68-63=267) | 3 tacadas | Ian Woosnam  |